# Oratorio dei Santi Carlo e Antonio
L'oratorio dei Santi Carlo e Antonio si trova nel comune di Palazzuolo sul Senio, provincia di Firenze.
L'edificio mantiene la sua originaria struttura seicentesca. All'interno si conservano altari con eleganti stucchi e tele del XVII secolo. Le panche, che riportano i nomi dei donatori, risalgono al XVIII secolo.
La Via Crucis è opera di Tito Chini (1925-1930 circa).